# Diskografie Hudebních slavností v Bayreuthu
Diskografie prodávaných obrazových a zvukových záznamů z Hudebních slavností v Bayreuthu

## DVD
- Tannhäuser (1972) Režie: Götz Friedrich, dirigent: Colin Davis, sólisté: Spas Wenkoff, Gwyneth Jones, Bernd Weikl, Hans Sotin, vydavatel: Deutsche Grammophon/Unitel.
- Prsten Nibelungův (1980) Divadelní režie: Patrice Chéreau, filmová režie: Brian Large, dirigent: Pierre Boulez, sólisté: Gwyneth Jones, Donald McIntyre, Peter Hofmann, Jeannine Altmeyer, Matti Salminen, vydavatel: Deutsche Grammophon/Unitel
- Parsifal (1981) Režie: Wolfgang Wagner, dirigent: Horst Stein, sólisté: Siegfried Jerusalem, Eva Randová, Bernd Weikl, Hans Sotin, Matti Salminen, vydavatel: Deutsche Grammophon/Unitel
- Tristan a Isolda (1983) Režie, výprava a kostýmy: Jean-Pierre Ponnelle, dirigent: Daniel Barenboim, sólisté: René Kollo, Johanna Meier, Matti Salminen, Hanna Schwarz, Hermann Becht, vydavatel: Deutsche Grammophon/Unitel
- Mistři pěvci norimberští (1984) Režie: Wolfgang Wagner, dirigent: Horst Stein, sólisté: Bernd Weikl, Siegfried Jerusalem, Mari Anne Häggander, Hermann Prey, vydavatel: Deutsche Grammophon/Unitel
- Bludný Holanďan (1985) Režie: Harry Kupfer, dirigent: Woldemar Nelsson, sólisté: Simon Estes, Lisbeth Balslev, Matti Salminen, vydavatel: Deutsche Grammophon/Unitel
- Lohengrin (1990) Režie: Werner Herzog, dirigent: Peter Schneider, sólisté: Paul Frey, Cheryl Studer, Manfred Schenk, vydavatel: Deutsche Grammophon/Unitel
- Prsten Nibelungů (1992) Režie: Harry Kupfer, dirigent: Daniel Barenboim, sólisté: John Tomlinson, Anne Evans, Nadine Secunde, Siegfried Jerusalem, vydavatel: Warner Classics
- Tristan a Isolda (1995) Režie: Heiner Müller, výprava: Erich Wonder, kostýmy: Jódži Jamamoto (Yohji Yamamoto), dirigent: Daniel Barenboim, sólisté: Siegfried Jerusalem, Waltraud Meier, Falk Struckmann, vydavatel: Deutsche Grammophon/Unitel
- Soumrak bohů (1997) Režie: Alfred Kirchner, výprava: rosalie, dirigent: James Levine, sólisté: Wolfgang Schmidt, Deborah Polaski, Hanna Schwarz, Eric Halfvarson, Ekkehard Wlaschiha, Falk Struckmann, Anne Schwanewilms, vydavatel: Deutsche Grammophon/Unitel
- Mistři pěvci norimberští (1999) Režie: Wolfgang Wagner, dirigent: Daniel Barenboim, sólisté: Robert Holl, Andreas Schmidt, Peter Seiffert, Emily Magee, Birgitta Svendén, Endrik Wottrich, vydavatel: EuroArts/Naxos
- Mistři pěvci norimberští (2008) Režie: Katharina Wagnerová, dirigent: Sebastian Weigle, sólisté: Michaela Kaune, Klaus Florian Vogt, Franz Hawlata, Michael Volle, vydavatel: BF Medien/United Motion

## Laserdisc
- Tristan a Isolda (1983) Dirigent: Daniel Barenboim, Orchester der Bayreuther Festspiele, Staged and Directed by: Jean-Pierre Ponnelle, sólisté: René Kollo, Johanna Meier, Matti Salminen, Hermann Becht, Hanna Schwarz, Unitel, Laserdisc Philips 070-509-1

## VHS
- Mistři pěvci norimberští (1984) Dirigent: Horst Stein, Orchester der Bayreuther Festspiele, divadelní režie a výprava: Wolfgang Wagner, režie záznamu: Brian Large, sólisté: Bernd Weikl, Siegfried Jerusalem, Hermann Prey, Mari Anne Häggander, Graham Clark, vydavatel: Unitel
- Parsifal (1999) Dirigent: Giuseppe Sinopoli, Chor und Orchester der Bayreuther Festspiele, Staged by: Wolfgang Wagner, sólisté: Poul Elming, Linda Watson, Hans Sotin, Falk Struckmann, Ekkehard Wlaschiha, vydavatel Unitel

## CD

### Historické nahrávky (do 1945)
Existuje řada historických nahrávek scén z oper Richarda Wagnera pořízených v Bayreuthu a dostupných na CD. Uvedeny jsou úplné záznamy a jiné významné příklady.
- 100 Jahre Bayreuth auf Schallplatte: The Early Festival Singers, 1887–1906, Gebhardt Records

Těchto 12 CD obsahuje veškeré zachované nahrávky pořízené firmou Gramophone and Typewriter Company roku 1904 v Bayreuthu a zahrnuje záznamy některých zpěváků, kteří účinkovali při prvních slavnostech roku 1876.
- Parsifal, předehra k 3. dějství a Kouzlo velkého pátku (1927). Dirigent: Siegfried Wagner, sólisté: Fritz Wolf, Alexander Kipnis, vydavatel: Archipel
- First Bayreuth Recordings Vol. 1: Tristan a Isolda (1928) Dirigent: Karl Elmendorff, sólisté: Nanny Larsen-Todsen, Gunnar Graarud, Anny Helm, Rudolf Bockelmann, Ivar Andrésen, vydavatel: Grammofono 2000

První (téměř) úplná operní nahrávka z Bayreuthu
- Tannhäuser (1930) Dirigent: Karl Elmendorff, sólisté: Sigismund Pilinszky, Maria Müller, Ruth Jost-Arden, Ivar Andrésen, Herbert Janssen, vydavatel: Cantus Classics
- Soumrak bohů - Live 1942 (1942) Dirigent: Karl Elmendorff, sólisté: Camilla Kallab, Egmont Koch, vydavatel: Music & Arts Program

Originální rozhlasový záznam Deutscher Rundfunk. Toto mohli slyšet němečtí vojáci jako "Vůdcovi hosté".
- Bludný Holanďan (1942) Dirigent: Richard Kraus, sólisté: Joel Berglund, Ludwig Hofmann, Maria Müller, Franz Völker, vydavatel: Cantus Classics
- Mistři pěvci norimberští (1943). Dirigent: Wilhelm Furtwängler, sólisté Max Lorenz, Jaro Prohaska, Josef Greindl, Maria Müller, Camilla Kallab, Eugen Fuchs. Bylo v průběhu let vydáno různými vydavateli.
- Mistři pěvci norimberští (1943). Dirigent: Hermann Abendroth, sólisté Ludwig Suthaus, Paul Schöffler, Erich Kunz, Hilde Scheppan, Camilla Kallab, Friedrich Dalberg. Bylo v průběhu let vydáno různými vydavateli.

### Poválečné nahrávky
Výběr:
- Ludwig van Beethoven — Symfonie č. 9 (1951): Dirigent: Wilhelm Furtwängler, sólisté: Elisabeth Schwarzkopf, Elisabeth Höngen, Hans Hopf, Otto Edelmann. (EMI, mono)
- Mistři pěvci norimberští (1951): Dirigent: Herbert von Karajan. Sólisté: Elisabeth Schwarzkopf, Otto Edelmann, Erich Kunz, Hans Hopf, Gerhard Unger, Ira Malaniuk. (EMI, mono)
- Valkýra – III. dějství (1951) Dirigent: Herbert von Karajan, sólisté: Astrid Varnay, Leonie Rysanek, Sigurd Björling (EMI, mono)
- Soumrak bohů (1951) Dirigent: Hans Knappertsbusch, (Testament Records, mono)
- Parsifal (1951): Dirigent: Hans Knappertsbusch. sólisté: Wolfgang Windgassen, Ludwig Weber, George London, Martha Mödl, Hermann Uhde, Arnold van Mill. (Teldec, mono)
- Prsten Nibelungů (1922): Dirigent: Joseph Keilberth, sólisté Hermann Uhde, Gustav Neidlinger, Melanija Bugarinović, Günther Treptow, Inge Borkh, Hans Hotter, Astrid Varnay, Josef Greindl, Bernd Aldenhoff, Max Lorenz, Martha Mödl, Paul Kuen, Rita Streich (Archipel, mono)
- Prsten Nibelungů (1953): Dirigent: Clemens Krauss, sólisté: Ramón Vinay, Wolfgang Windgassen, Regina Resnik, Astrid Varnay, Hans Hotter, Hermann Uhde, Gustav Neidlinger, Ludwig Weber, Josef Greindl, Gerhard Stolze, Ira Malaniuk, Maria von Ilosvay, Paul Kuën, Rita Streich. (Archipel Records/Opera d'Oro, mono)
- Parsifal (1953): Dirigent: Clemens Krauss, sólisté: Ramón Vinay, Martha Mödl, George London, Ludwig Weber, Josef Greindl. (Archipel Records/Opera d'Oro, mono)
- Lohengrin (1953) Dirigent: Joseph Keilberth, (Decca Records LW 50006, mono)
- Tristan a Isolda (1953): Dirigent: Eugen Jochum, sólisté: Ramón Vinay, Ludwig Weber, Astrid Varnay, Gustav Neidlinger, Ira Malaniuk. (Archipel Records/Opera d'Oro, mono)
- Prsten Nibelungů (1955): Dirigent: Joseph Keilberth, sólisté Hans Hotter, Wolfgang Windgassen, Astrid Varnay, Hermann Uhde, Ramón Vinay, Gré Brouwenstijn, Josef Greindl, Gustav Neidlinger, Rudolf Lustig, Paul Kuen (Testament, stereo)
- Prsten Nibelungů (1956): Dirigent: Hans Knappertsbusch, sólisté: Wolfgang Windgassen, Ludwig Suthaus, Astrid Varnay, Gré Brouwenstijn, Georgine von Milinkovič, Jean Madeira, Hans Hotter, Gustav Neidlinger, Josef Greindl, Maria von Ilosvay. (Orfeo, mono)
- Bludný Holanďan (1961): Dirigent: Wolfgang Sawallisch, sólisté: Josef Greindl, Anja Silja, Fritz Uhl, Franz Crass, (Decca, stereo)
- Tannhäuser (1962): Dirigent: Wolfgang Sawallisch, sólisté: Wolfgang Windgassen, Josef Greindl, Anja Silja, Grace Bumbry, Eberhard Waechter, Gerhard Stolze, (Decca, stereo)
- Lohengrin (1962): Dirigent: Wolfgang Sawallisch, sólisté: Jess Thomas, Franz Crass, Anja Silja, Ramón Vinay, Astrid Varnay, (Decca, stereo)
- Parsifal (1962): Dirigent: Hans Knappertsbusch, sólisté: Jess Thomas, Hans Hotter, George London, Irene Dalis, Gustav Neidlinger, Martti Talvela, (Philips, stereo)
- Tristan a Isolda (1966): Dirigent: Karl Böhm, sólisté: Birgit Nilsson, Wolfgang Windgassen, Christa Ludwig, Martti Talvela, Eberhard Waechter, (Deutsche Grammophon/Decca, stereo)
- Prsten Nibelungů (1967): Dirigent: Karl Böhm, sólisté: Helga Dernesch, Birgit Nilsson, Theo Adam, James King, Leonie Rysanek, Wolfgang Windgassen, (Philips/Decca, stereo)
- Prsten Nibelungů (1971): Dirigent: Karl Böhm, sólisté: Theo Adam, Wolfgang Windgassen, Gustav Neidlinger, Birgit Nilsson, Věra Soukupová, Anja Silja, (Decca, stereo)
- Mistři pěvci norimberští (1968): Dirigent: Karl Böhm, sólisté: Theo Adam, Karl Ridderbusch, Waldemar Kmentt, Gwyneth Jones, (Orfeo, stereo)
- Parsifal (1970): Dirigent: Pierre Boulez, sólisté: James King, Franz Crass, Thomas Stewart, Donald McIntyre, Gwyneth Jones, (Deutsche Grammophon, stereo)
- Mistři pěvci norimberští (1974): Dirigent: Silvio Varviso, sólisté: Hannelore Bode, Anna Reynolds, Karl Ridderbusch, Klaus Hirte, Jean Cox (Decca, stereo)
- Prsten Nibelungů (1980): Dirigent: Pierre Boulez, sólisté: Gwyneth Jones, Donald McIntyre, Manfred Jung, Peter Hofmann, Jeannine Altmeyer, (Philips, stereo)
- Bludný Holanďan (1985): Dirigent: Woldemar Nelsson, sólisté: Simon Estes, Lisbeth Balslev, Matti Salminen, Robert Schunk (Philips, stereo)
- Parsifal (1985): Dirigent: James Levine, sólisté: Simon Estes, Hans Sotin, Peter Hofmann. Franz Mazura, Waltraud Meier (Decca, stereo)
- Prsten Nibelungů (1991): Dirigent: Daniel Barenboim, (Warner Classics, stereo)
- Prsten Nibelungů (2008): Dirigent: Christian Thielemann, sólisté: Linda Watson, Stephen Gould, Eva-Maria Westbroek, Endrik Wottrich, Albert Dohmen, Hans-Peter König, Andrew Shore (Opus Arte, stereo)